# Ch’ŏlsan
Ch’ŏlsan (kor. 철산군, Ch’ŏlsan-gun) – powiat w Korei Północnej, w prowincji P’yŏngan Północny. W 2008 roku liczył 85 525 mieszkańców. Graniczy z powiatami Yŏmju od północnego zachodu i Tongnim od północnego wschodu. Powiat znajduje się nad Morzem Żółtym, określanym w Korei Północnej jako Morze Zachodniokoreańskie.

## Historia
Przed wyzwoleniem Korei spod okupacji japońskiej powiat składał się z 8 miejscowości (kor. myŏn) oraz 101 wsi (kor. ri). W obecnej formie powstał w wyniku gruntownej reformy podziału administracyjnego w grudniu 1952 roku. W jego skład weszły wówczas tereny należące wcześniej do miejscowości Ch’ŏlsan, Yŏhan, Pusŏ i Paekyang. Powiat Ch’ŏlsan składał się wówczas z jednego miasteczka (Ch’ŏlsan-ŭp) i 28 wsi.

## Gospodarka
Z uwagi na fakt, iż stosunkowo duży odsetek terytorium powiatu (w porównaniu z resztą kraju) stanowią uprawy, lokalna gospodarka oparta jest na rolnictwie. Na terenie powiatu znajdują się głównie uprawy ryżu, kukurydzy i soi. Dla gospodarki regionu istotne jest także rybołówstwo.

## Podział administracyjny powiatu
W skład powiatu wchodzą następujące jednostki administracyjne:
| Nazwa jednostki administracyjnej | Rodzaj jednostki administracyjnej | Hangul       | Hancha       |
| -------------------------------- | --------------------------------- | ------------ | ------------ |
| Ch’ŏlsan-ŭp                      | miasteczko                        | 철산읍       | 鐵山邑       |
| Jangsong-rodongjagu              | dzielnica robotnicza              | 장송로동자구 | 長松勞動者區 |
| Kabong-rodongjagu                | dzielnica robotnicza              | 가봉로동자구 | 加峰勞動者區 |
| Tongch'ŏn-ri                     | wieś                              | 동천리       | 東川里       |
| Tongp’yŏng-ri                    | wieś                              | 동평리       | 東平里       |
| Wŏlbong-ri                       | wieś                              | 월봉리       | 月峰里       |
| Ryŏngsak-ri                      | wieś                              | 령삭리       | 令朔里       |
| Myŏng’am-ri                      | wieś                              | 명암리       | 明岩里       |
| Subu-ri                          | wieś                              | 수부리       | 壽富里       |
| Kŏm’am-ri                        | wieś                              | 검암리       | 儉岩里       |
| Tongch’ang-ri                    | wieś                              | 동창리       | 東倉里       |
| Sŏn’am-ri                        | wieś                              | 선암리       | 仙岩里       |
| Kibong-ri                        | wieś                              | 기봉리       | 起鳳里       |
| Posan-ri                         | wieś                              | 보산리       | 保山里       |
| Kŭmch’ŏn-ri                      | wieś                              | 근천리       | 根川里       |
| P’ungch'ŏn-ri                    | wieś                              | 풍천리       | 豊川里       |
| Obong-ri                         | wieś                              | 오봉리       | 梧峰里       |
| Sŏnju-ri                         | wieś                              | 선주리       | 宣州里       |
| Kŭmsan-ri                        | wieś                              | 금산리       | 錦山里       |
| Haksan-ri                        | wieś                              | 학산리       | 鶴山里       |
| Rihwa-ri                         | wieś                              | 리화리       | 利花里       |
| Sŏng’am-ri                       | wieś                              | 성암리       | 星岩里       |
| Munbong-ri                       | wieś                              | 문봉리       | 文峰里       |
| Kasan-ri                         | wieś                              | 가산리       | 佳山里       |
| Wŏnsep’yŏng-ri                   | wieś                              | 원세평리     | 元世平里     |
| Ryŏnsu-ri                        | wieś                              | 련수리       | 蓮水里       |
| Kado-ri                          | wieś                              | 가도리       | 賈島里       |
| Taehwa-ri                        | wieś                              | 대화리       | 大和里       |